# Eselsmühle

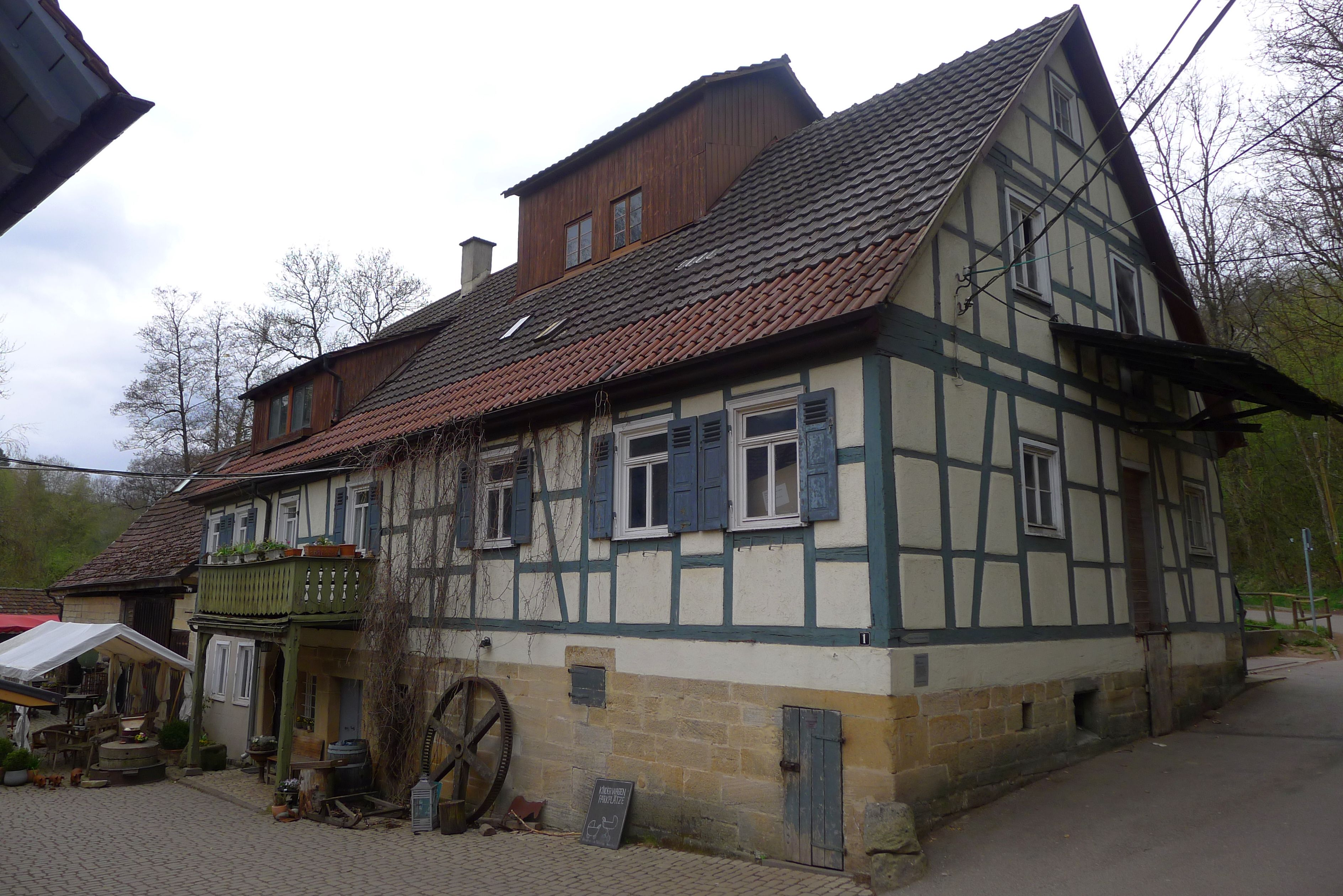
De Eselsmühle

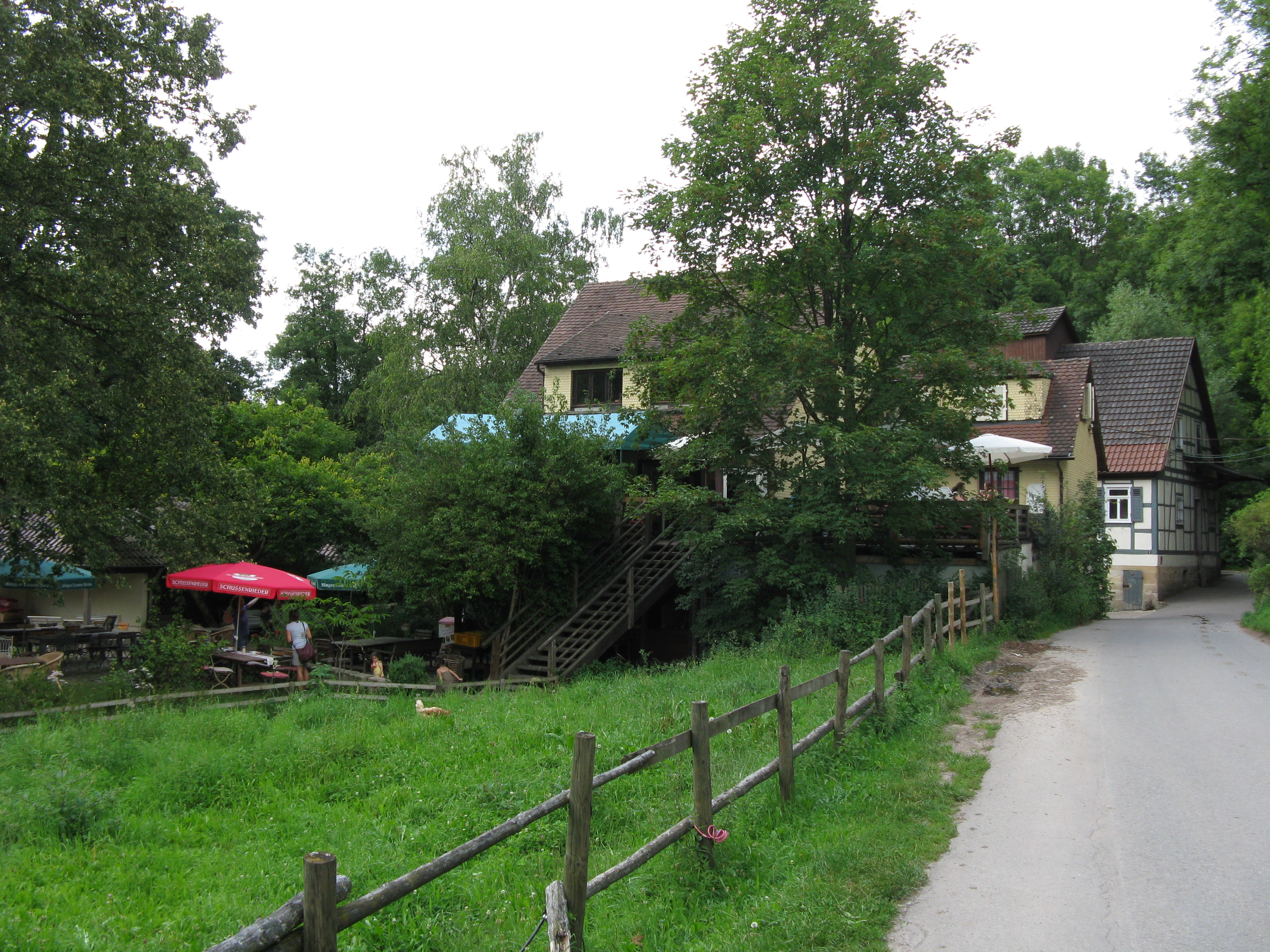
De Eselsmühle in het groen

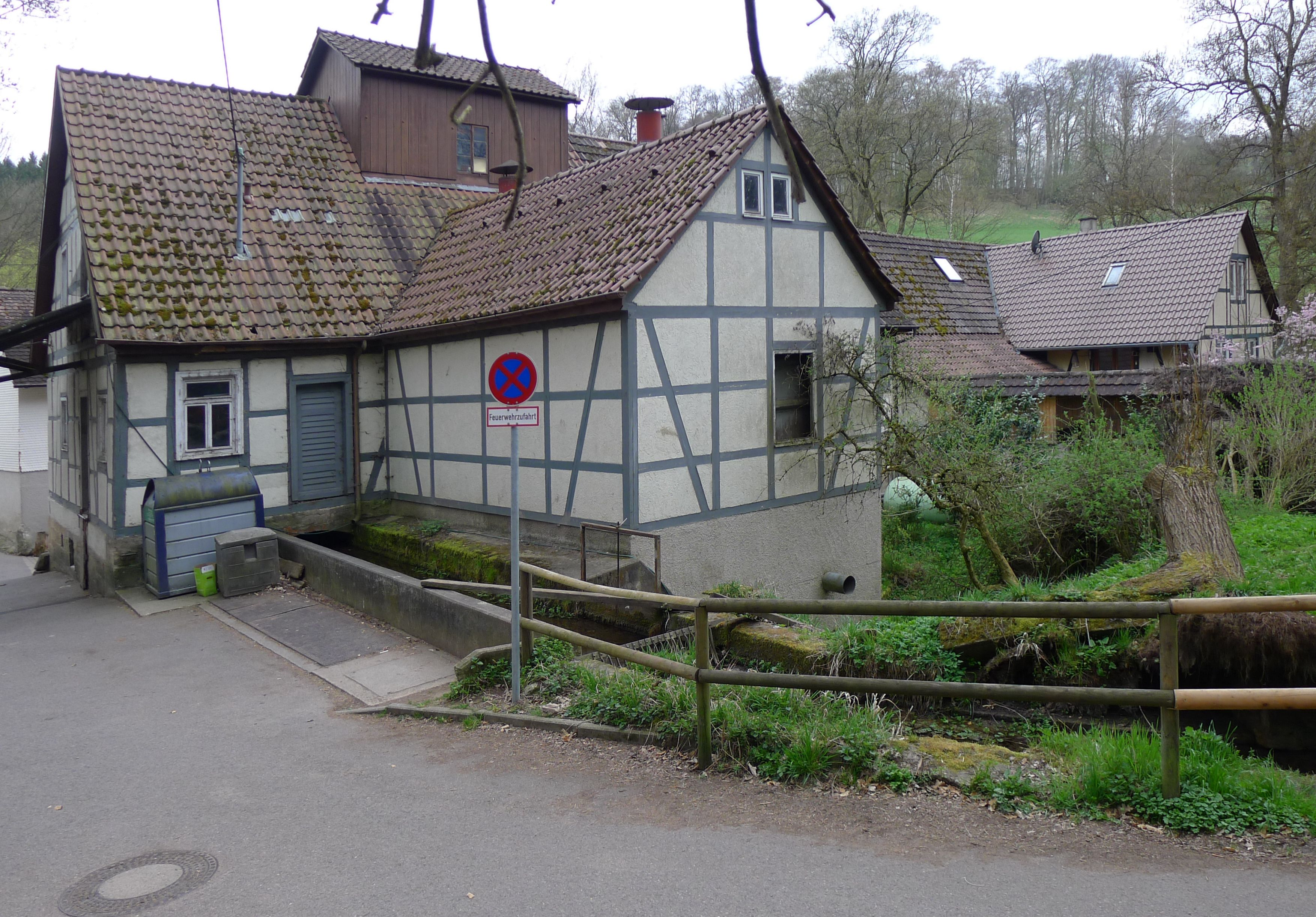
De Eselsmühle aan het zijkanaal van de Reichenbach

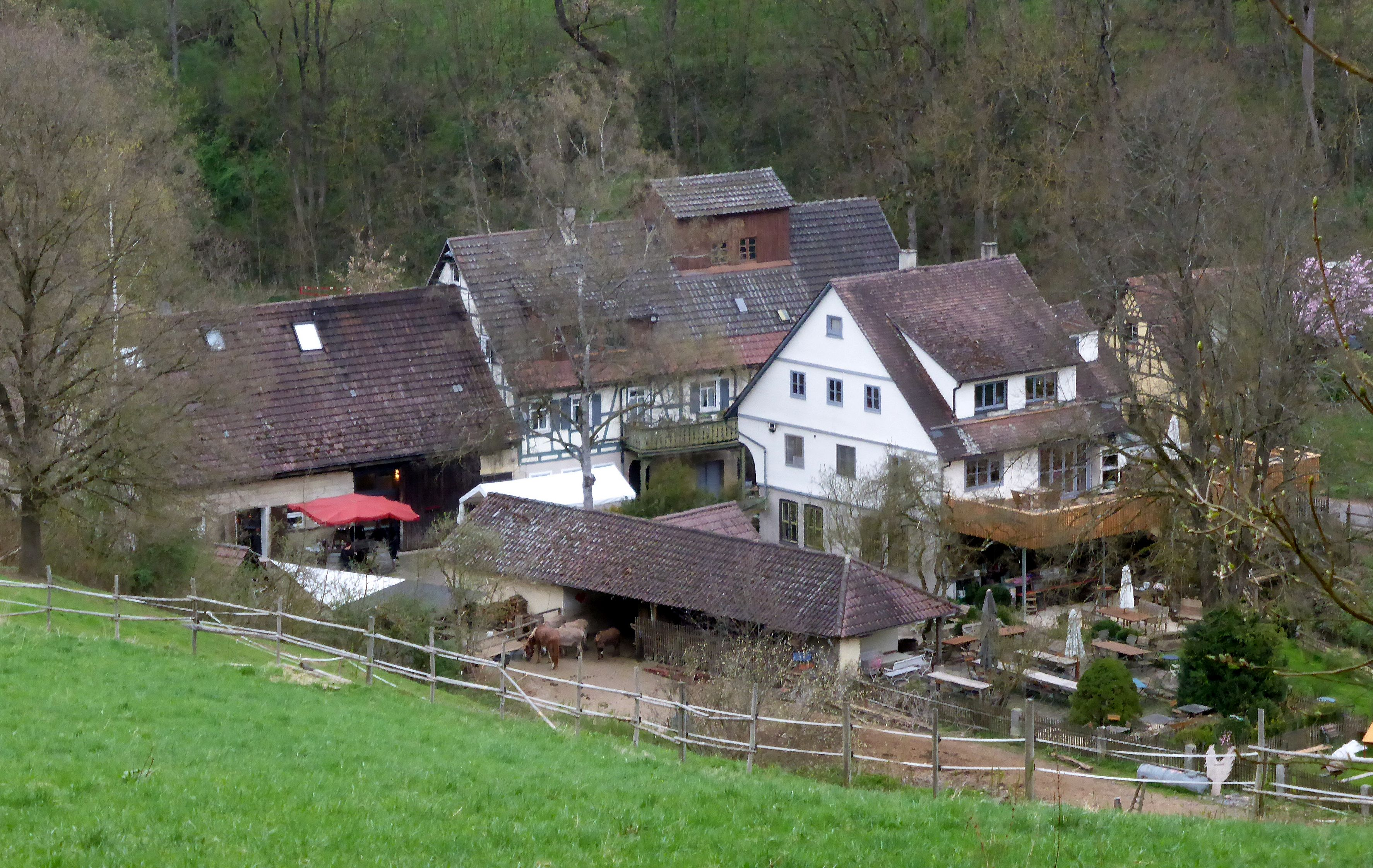
Het complex van de Eselsmühle vanaf de Hauberg gezien

De Eselsmühle is stroomafwaarts de tweede watermolen in het Siebenmühlental, het dal van de Reichenbach. De molen hoort bij de marke Musberg, een wijk van Leinfelden-Echterdingen, zuidelijk van Stuttgart, in het zuidwesten van Duitsland. Het is de enige van de elf molens in het dal die nog in bedrijf is en granen tot meel maalt. In de Mäulesmühle wordt ook wel gemalen, maar alleen voor demonstratiedoeleinden.

## Geschiedenis
De Eselsmühle werd meer dan 600 jaar geleden gebouwd. In de molen wordt sinds 1451 graan gemalen, toen was de naam volgens de Württembergse gebouwenlijst "milin am Eychberg". De molen is waarschijnlijk in 1524 afgebrand en de wederopbouw door Jörg Scheffer en Zyr Stebler werd ze "wieste milin" (wüste Mühle) genoemd. De bezitter in 1572 was Jos BurkhardtIn 1582 wordt de naam Eselsmühle voor het eerst genoemd. Mogelijk houdt deze verband met de kleur van de schimmels die vroeger op de meelzakken groeiden. De boerderij ernaast met meerdere gebouwen kreeg de naam van de molen. Het hoofdgebouw bestaat uit een benedenverdieping met muren uit natuursteen en verdiepingen met vakwerkmuren. Er werden vier maalstenen en een zeefmachine in aangebracht. De aandrijving was aanvankelijk uitsluitend door waterkracht, later werd extra vermogen geleverd door een dieselmotor. Tussen 1795 en 1937 werd de molen bestuurd door door een tak van de scholtefamilie Lorenz. Vier van de bezitters uit deze familie hadden de voornaam Karl (Friedrich Karl of Karl Friedrich) en de molen heette daarom de Karlesmühle of de Lorenzmühle. De vierde Karl Lorenz brak de molen in 1894 af om er een nieuwe voor in de plaats te bouwen. De families die haar beheerden leverden vanuit de molen veel levensmiddelen aan de omgeving. In 1937 verkocht Gottlieb Lorenz de molen aan Rudolf en Gertrud Gmelin uit Reutlingen, omdat hij de "molenziekte" (meelstofallergie) had. Rudolf Gmelin verbouwde het geheel met kleine stappen om met de opbrengsten zijn gezin te kunnen onderhouden. Een deel van het aanwezige maalwerk vervangt hij door een maalwals waarin stalen rollen het grove meel verder fijnmalen. Hij gaf de molen de naam Eselsmühle weer terug. Door een Brits bombardement in 1944 wordt grote schade aangericht. In 1949 wordt er een woonhuis van drie verdiepingen met twee houtbakovens bij gebouwd. Sinds 1951 is de productie in zijn geheel aangesloten bij het Demeterkeurmerk en is alle aangeboden vlees biologisch van de fokvereniging Schwäbisch Hall. Water wordt gewonnen uit een eigen bron. Op de eerste verdieping van het vier jaar daarvoor gebouwde pand wordt in 1953 een café geopend. In 1959 wordt de houtovenbakkerij, waarin dennen- of vurenhout wordt gestookt, uitgebreid met 6 houtbakovens en in de jaren daarna wordt de bakkerij regelmatig uitgebreid. De productie bestaat uit 18 soorten brood waarvan er totaal 10 - 12-duizend per week gebakken worden, die bij 120 winkels en enkele markten verkocht worden. In 1993 nam Meinrad Bauer, de neef van Rudolf Gmelin, de molen over en wordt de natuurvoedingswinkel geopend. Het restaurant dat bij de molen hoort werd lange tijd verpacht, maar is door de familie Bauer weer in eigen beheer genomen, grondig gerestaureerd en het wordt inmiddels weer uitgebaat. De oude tuin van Gertrud Gmelin is daarbij tot terrastuin omgevormd. Er is nog steeds een café en er is een Vesperstube (dinerzaal) en een tot luxe feestruimte omgebouwde oude stal. Op de boerderij worden nog steeds ezels gehouden. 

## Energie
De Eselsmühle ligt aan een zijkanaal van de Reichenbach die haar van waterkracht voorziet, hoewel het aandeel van de totale benodigde energie tegenwoordig slechts 15 % is. De overige energie werd een tijd lang door een dieselmotor geleverd, inmiddels is daar een elektromotor voor in de plaats gekomen. Het waterrad dient nu als reservekrachtbron. Het malen is verregaand geautomatiseerd. De gehele machinerie is verdeeld over vier verdiepingen en de aandrijving gebeurt met lange aandrijfriemen. Vele historische elementen zijn behouden gebleven en kunnen worden bezichtigd. 

## Museum
Naast de winkel is in de ruimte, waar tot 1959 de bakkerij heeft gezeten, een verzameling fossielen tentoongesteld. De geologische verzameling bestaat uit mineralen en versteende biologische elementen. Zo zijn er versteende haaientanden uit de omgeving van Heidenheim te zien en een Ammoniet, een slakvormige verstening van bijna 50 centimeter diameter uit Leinfelden-Unteraichen. Het belangrijkste en opvallendste voorwerp is een versteende slagtand van een mammoet uit Steinheim an der Murr.

## Externe adressen
- Het Siebenmühlental
- De Eselsmühle in het Siebenmühlental
- De eigen presentatie van de Eselsmühle

Obere Mühle · Eselsmühle · Mäulesmühle · Seebruckenmühle · Schlechtenmühle · Walzenmühle · Schlösslesmühle · Kochenmühle · Obere Kleinmichelesmühle · Untere Kleinmichelesmühle · Burkhardtsmühle